# Drvenik (Gradac)
Pour les articles homonymes, voir Drvenik.
Drvenik est une localité de la municipalité de Gradac, dans le comitat de Split-Dalmatie, en Croatie. Au recensement de 2001, Drvenik comptait 500 habitants.
Elle a un port de ferry.